# Gromada Gorzyce (okres Wodzisław)
Gromada Gorzyce byla jednou z 8756 gromad utvořených po druhé světové válce v Polsku v okrese Rybnik v Katovickém vojvodství.
Sídlo Národní rady gromady Gorzyce bylo v Gorzycích vytvořeno na základě usnesení č. 22/54 WRN v Stalinogrodě ze dne 5. října 1954. Do jednotky byla přiřazena území dosavadních gromad Gorzyce, Gorzyczki a Uchylsko ze zaniké gminy Gorzyce v tomtéž okrese.
13. listopadu 1954 (se zpětnou platností od 1. října 1954) byla gromada zařazena do nově vytvořeného okresu Wodzisław v témže vojvodství. Do Národní rady gromady bylo ustanoveno 27 členů.
20. prosince 1956 Stalingradské vojvodství bylo přejmenováno (zpátky) na Katovické vojvodství.
Gromada Gorzyce přetrvala do konce roku 1972, čili do následující reformy gmin. Dne 1. ledna 1973 byla obnovena v okrese Wodzisław gmina Gorzyce.